# Sawodskoi (Nordossetien-Alanien)
Sawodskoi (russisch Заводско́й) ist eine Siedlung städtischen Typs in der Republik Nordossetien-Alanien (Russland) mit 16.792 Einwohnern (Stand 14. Oktober 2010).

## Geographie
Sawodskoi gehört zum Stadtkreis der nordossetischen Hauptstadt Wladikawkas und befindet sich etwa 7 km Luftlinie nördlich des Stadtzentrums. Die Siedlung ist der Verwaltung des Munizipalen Kreises (munizipalny okrug) Promyschlenny, eines der vier Stadtbezirke von Wladikawkas, unterstellt. Die Siedlung erstreckt sich über gut 3 km in der vom Terek durchflossenen Ebene am Nordrand des Großen Kaukasus, etwa 1 bis 3 km vom rechten Flussufer entfernt.

## Geschichte
Sawodskoi entstand in den 1960er-Jahren als Wohnsiedlung und erhielt 1968 den Status einer Siedlung städtischen Typs. Der Name ist vom russischen Wort sawod für ‚Werk‘ abgeleitet; die Siedlung liegt unweit des größeren Industriegebietes im Nordostteil von Wladikawkas (zur Zeit der Gründung von Sawodskoi: Ordschonikidse).

### Bevölkerungsentwicklung
| Jahr | Einwohner |
| ---- | --------- |
| 1970 | 7.559     |
| 1979 | 10.187    |
| 1989 | 11.260    |
| 2002 | 14.574    |
| 2010 | 16.792    |

Anmerkung: Volkszählungsdaten

## Infrastruktur
Sawodskoi liegt unmittelbar östlich der 1875 als Teil der Verbindung von Rostow am Don eröffneten Eisenbahnstrecke Beslan – Wladikawkas. Bei der Siedlung befinden sich die Stationen Kolonka (Streckenkilometer 15) und Sadon (km 17). Weiter westlich verläuft die Straße von Wladikawkas zur georgischen Grenze (zugleich A161). Dieser Bereich wird mittler weiträumig durch eine Umgehungsstraße links des Terek umfahren (Europastraße 117).
Zwischen Sawodskoi und Wladikawkas besteht eine Stadtbus- und „Marschrutka“-Verbindung.